# Eisbach (Gratwein-Straßengel)
Eisbach è una frazione di 2 963 abitanti del comune austriaco di Gratwein-Straßengel, nel distretto di Graz-Umgebung (Stiria). Già comune autonomo, il 1º gennaio 2015 è stato fuso con gli altri ex comuni di Gratwein, Gschnaidt e Judendorf-Straßengel per costituire il nuovo comune mercato (Marktgemeinde).